# مقاطعة أشنوية
مقاطعة أشنويه‌ (بالفارسية: شهرستان اشنویه) هي إحدى مقاطعات محافظة أذربيجان الغربية في إيران. كان عدد سكان المقاطعة سنة 2006 حوالي 63,798 نسمة.